# Andrena neomexicana
Andrena neomexicana är en biart som beskrevs av Laberge 1967. Andrena neomexicana ingår i släktet sandbin, och familjen grävbin. Inga underarter finns listade i Catalogue of Life.